# Edgar Douglas Adrian
Edgar Douglas Adrian, I barone Adrian (Londra, 30 novembre 1889 – Londra, 8 agosto 1977), è stato un medico e fisiologo britannico, vincitore del Premio Nobel per la medicina nel 1932.

## Biografia

### Inizio degli studi
Edgar Douglas Adrian, nato a Londra il 30 novembre 1889, intraprese i primi studi presso il Department of Physiology di Cambridge che proprio in quel periodo (1908-1911) godeva di un particolare prestigio.
Ben presto nacque in lui, stimolato dal suo insegnante Keith Lucas, un interesse privilegiato verso la fisiologia neuromuscolare. L'occasione di cimentarsi praticamente in questo settore gli si presentò negli anni che precedettero lo scoppio della prima guerra mondiale. Con la collaborazione del suo insegnante Lucas, iniziò una serie di esperimenti sul fenomeno della diminuzione di eccitabilità dei nervi motori, dopo l'avvenuta contrazione delle corrispondenti fibre muscolari. Nel 1916 si interruppe la loro collaborazione a causa della morte di Lucas che rimase vittima in un incidente aereo.

### Esperienza clinica
Nonostante la morte del suo insegnante, la futura professione di Adrian era ormai avviata. Già laureato in Medicina (1915), svolse l'attività clinica rivolgendo il suo interesse soprattutto verso quei pazienti che avevano riportato danni neurologici e “shock da granata”. Forte di un'ampia conoscenza della psicologia freudiana, decise di metterla in pratica nel trattamento dei pazienti soggetti a “shock da granata” ricorrendo alla tecnica dell'ipnosi.
Nella sua breve esperienza clinica, trattò in particolar modo gli aspetti filosofici che vigono nel rapporto complesso tra mente e corpo servendosene per i suoi scritti psicofisiologici.

### Carriera accademica e prime ricerche
Nel corso degli anni '20, iniziò la carriera accademica presso la Westminster School di Londra.
Al Trinity College di Cambridge ricoprì la carica di docente di Scienze naturali e succedette al suo insegnante Keith Lucas, nella direzione del laboratorio al Trinity College. Subito fu evidente la grande preparazione culturale di Adrian su una gran varietà di temi, tanto che ben presto la sua attività di esaminatore nei Cambridge Natural Sciences Tripos divenne una leggenda e i suoi allievi di latino e greco facevano il possibile per non perdere neppure una delle sue lezioni.
La posizione al Trinity College gli permise di utilizzare molti dei nuovi strumenti per l'amplificazione degli impulsi elettrici delle fibre nervose e dei loro organi terminali. Insieme ai suoi collaboratori fece importanti scoperte riguardanti la sensazione tattile di dolore e pressione, le relazioni temporali tra stimolazione e comportamento neuronale e sulle vie centrali dei nervi sensori fino alle loro terminazioni nella corteccia cerebrale. I risultati delle sue brillanti ricerche sono descritti nei libri, "The Basis of Sensation" (1928) e "The Mechanism of Nervous Action" (1932).

### Studi sul sistema nervoso centrale
Adrian, insieme a B.H.C. Matthews e altri colleghi, continuò la carriera di ricercatore attivo anche dopo aver ricevuto il Premio Nobel (1932) spostando, però, il suo interesse verso l'attività elettrica dell'encefalo, servendosi del lavoro svolto da Hans Berger che aveva inventato l'attuale elettroencefalogramma. Adrian, con l'aiuto di Matthews, definì molti dei parametri fondamentali per l'elettroencefalografia, come la relazione delle onde cerebrali registrate con questa tecnica con gli stimoli visivi e acustici e con il sonno. Affascinato dalle funzioni cerebrali e cerebellari superiori, apportò notevoli contributi all'attuale conoscenza dell'ambito sensoriale, dei recettori vestibolari e della rappresentazione del corpo sulla superficie cerebellare, oggi affidata al modello dell'homunculus somatosensoriale e motorio. Inoltre studiò le implicazioni filosofiche e psicologiche di queste ricerche in“The Physical Background of Perception” (1947, tradotto in italiano nel 1952).

### Ultimi anni
Quando nel 1966 la moglie morì, ritornò a vivere nel College in cui aveva iniziato i suoi studi nel 1908, dove continuò la carriera di docente di fisiologia fino al 1975. Morì l'8 agosto 1977 lasciando il suo prezioso contributo su molte ricerche del sistema nervoso centrale e periferico.

## La strada verso il Nobel
Adrian ottenne il Premio Nobel per gli studi compiuti sulle fibre nervose periferiche, sul meccanismo della conduzione nervosa e sulla funzione olfattiva.
Nelle sue prime ricerche misurò l'ampiezza del potenziale d'azione della fibra nervosa, attraverso metodi indiretti, perfezionati solo nel 1925, grazie alla collaborazione con Cooper, utilizzando un amplificatore a triodo tra il nervo e l'elettrodo.
Studiando i recettori insieme a Yngve Zotterman, classificò i recettori a lento e rapido adattamento. Nel 1925 pubblicò un lavoro compiuto con Zotterman su una rana dimostrando che incrementando lo stiramento del muscolo, la frequenza di scarica di un unico propriocettore muscolare aumenta da 5 a 100/sec; invece non si modifica l'ampiezza del potenziale d'azione.
Le ricerche sulla conduzione nervosa risalgono al periodo tra il 1925 e il 1933 quando notò che l'impulso elettrico in ogni fibra nervosa rimaneva lo stesso qualsiasi fosse la natura o l'intensità dello stimolo. Adrian si interessò anche all'analisi delle onde elettroncefalografiche, dimostrando che originano dai neuroni corticali, grazie all'introduzione dell'oscilloscopio.
Infine compì gli ultimi studi sulla funzione olfattiva prendendo in esame l'attività del bulbo olfattivo nel coniglio.

## Meriti
- Nel 1932 gli fu assegnato il Premio Nobel per la medicina e la fisiologia, insieme a Charles Scott Sherrington.
- Nel 1937 venne nominato docente di fisiologia all'Università di Cambridge, dove rimase fino al 1975.
- Nel 1946 ricevette la medaglia Copley per il suo apporto alle ricerche scientifiche del XX secolo.
- Dal 1950 al 1955 ricoprì la carica di presidente della Royal Society. Nell'ultimo anno di presidenza ottenne il titolo nobiliare di Lord.
- Nel 1951 fu eletto Rettore del Trinity College di Cambridge.

## Scritti principali
- The Basis of Sensation, London 1928.
- The Mechanism of Nervous Action, London 1932.
- The Physical Background of Perception, Oxford 1947 (trad.I fondamenti fisiologici della percezione, Boringhieri, Torino 1952, ristampa, 1969)